# Le Torp-Mesnil
Le Torp-Mesnil – miejscowość i gmina we Francji, w regionie Normandia, w departamencie Sekwana Nadmorska.
Według danych na rok 1990 gminę zamieszkiwały 262 osoby, a gęstość zaludnienia wynosiła 50 osób/km² (wśród 1421 gmin Górnej Normandii Le Torp-Mesnil plasuje się na 645. miejscu pod względem liczby ludności, natomiast pod względem powierzchni na miejscu 669.).